# Klaus Püschel

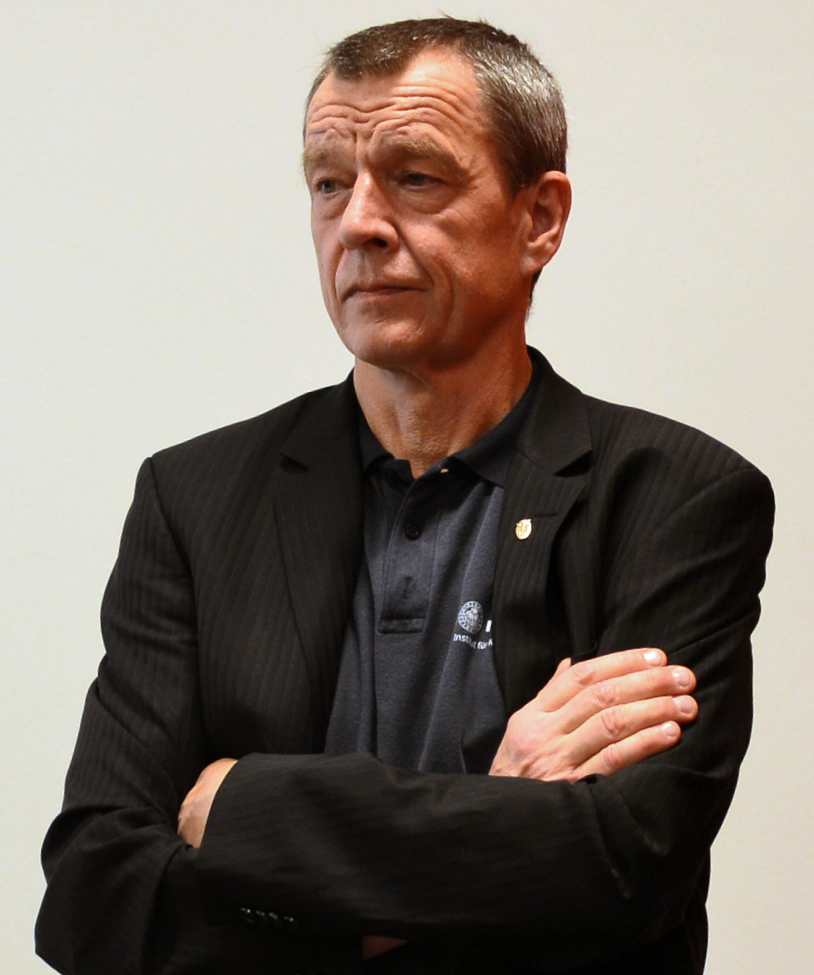
Klaus Püschel, 2015

Klaus Püschel (* 18. März 1952 in Grammendorf) ist ein deutscher Professor für Rechtsmedizin. Püschel war von 1991 bis 2020 Leiter des Instituts für Rechtsmedizin am Universitätsklinikum Hamburg-Eppendorf.

## Berufliche Laufbahn
Klaus Püschel legte das Abitur am Gymnasium Albert-Schweitzer-Schule in Nienburg/Weser ab und studierte 1970 bis 1976 Medizin an der Medizinischen Hochschule Hannover, promovierte 1977 und ist seit 1978 am Institut für Rechtsmedizin am Universitätsklinikum Hamburg-Eppendorf (UKE) tätig. 1983 habilitierte er sich, 1985 wurde er zum Professor für Rechtsmedizin ernannt.
Von 1989 bis 1991 hatte er den Lehrstuhl für Rechtsmedizin an der Universität Essen inne.
Von 1991 bis zum September 2020 war Püschel Direktor des Instituts für Rechtsmedizin am Universitätsklinikum Hamburg-Eppendorf. Ihm folgte Benjamin Ondruschka nach. Im Ruhestand ab Oktober 2020 ist Püschel als Seniorprofessor tätig und unterstützt bei Bedarf die Lehre am Klinikum. Er war daneben stellvertretender Direktor des Zentrums für Interdisziplinäre Suchtforschung (ZIS) der Universität Hamburg.
2013 wurde er in die Leopoldina gewählt.

## Forschungsschwerpunkte
Nach Angaben der Leopoldina sind Püschels Forschungsschwerpunkte Forensik, forensische Bildgebung, Obduktion, Gewaltopfer, Drogentod und Untersuchungen archäologischer Funde.

## Tätigkeit als Forensiker und Gutachter
1987 obduzierte er zusammen mit dem Chef der Rechtsmedizin Werner Janssen im Auftrag der Familie Barschel die Leiche des am 11. Oktober 1987 verstorbenen Uwe Barschel. Er war unter anderem Gutachter im Fall Kachelmann und einbezogen in die Ermittlungen zu den Göhrde-Morden. 2015 untersuchte Püschel den Leichnam des Reemtsma-Entführers Wolfgang Koszics, der unter mysteriösen Umständen in Portugal ums Leben kam.
Püschel arbeitete auch im Ausland. So war er im Kosovo, in Ägypten und in Syrien tätig. In Benin obduzierte er das Opfes eines „Voodoo-Mordes“. In Ruanda half er im Murambi Genocide Memorial mit, ein Mahnmal für den Völkermord in Ruanda von 1994 einzurichten.
Seit Mitte der 2000er Jahre ist Püschel an anthropologischen und forensischen Untersuchungen verschiedener archäologischer Funde, wie den Moorleichen der Frau von Peiting, dem Jungen von Kayhausen, dem Kind aus der Esterweger Dose, dem Mädchen aus dem Uchter Moor, dem Mann von Bernuthsfeld oder der Brusthaut des Mädchens aus dem Bareler Moor, aber auch des sogenannten Hamburger Störtebekerschädels beteiligt.

## Mitgliedschaften
- Mitglied der Deutschen Akademie der Naturforscher Leopoldina

## Gesundheitspolitische Positionen

### Brechmitteleinsatz
Zeitweise befürwortete Püschel die zwangsweise Brechmittelvergabe zur Beweissicherung bei mutmaßlichen Drogendelikten. Nach dem Tode einiger Verdächtiger, einer auch in Hamburg, sah der Europäische Gerichtshof für Menschenrechte die zwangsweise Brechmittelvergabe am 11. Juli 2006 als „unmenschliche und erniedrigende Behandlung“ an, die gegen das Verbot der Folter in Artikel 3 der Europäischen Menschenrechtskonvention verstieße. Die Kampagne gegen Brechmitteleinsätze des Hamburger Flüchtlingsrates erstattete deshalb im Oktober 2006 Strafanzeige gegen die ehemaligen Innensenatoren Olaf Scholz, Ronald Schill und auch gegen Püschel.

### Altersschätzung von Flüchtlingen
Püschel sprach sich für die bundesweite medizinische Altersschätzung von minderjährigen, unbegleiteten Flüchtlingen ohne Ausweispapiere aus und führte diese an der Klinik in Hamburg-Eppendorf durch. Die Bundesärztekammer lehnt eine Beteiligung von Ärzten bei der Bestimmung des Alters von Flüchtlingen ab, die erklären minderjährig zu sein.

### DNA-Speicherung
Püschel befürwortet eine Speicherung der DNA-Codes aller Menschen in Deutschland. Von jedem Neugeborenen und jedem Erwachsenen, auch von Touristen und Flüchtlingen, sollten Genproben genommen werden. „Dann können wir Verbrechen viel schneller und viel besser aufklären“, sagt Püschel. Deutschland wäre dann „geradezu eine Oase im verbrecherischen Umfeld“.
Hamburgs Datenschutzbeauftragter Johannes Caspar warnte eindringlich, die Speicherung stelle „einen massiven millionenfachen Eingriff in das Grundrecht der informationellen Selbstbestimmung und die Menschenwürde dar“, der „weder mit der Unschuldsvermutung noch mit dem Grundsatz der Verhältnismäßigkeit vereinbar“ sei.

### COVID-19-Pandemie
Während der COVID-19-Pandemie äußerte Püschel am 7. April 2020, die Angst vor dem Virus sei überzogen. In Hamburg sei bisher kein einziger nicht vorerkrankter Mensch an dem Virus gestorben. Das Virus beeinflusse in einer völlig überzogenen Weise unser Leben. „Das steht in keinem Verhältnis zu der Gefahr, die vom Virus ausgeht“. Er sei überzeugt, dass sich die Corona-Sterblichkeit „nicht mal als Peak in der Jahressterblichkeit“ bemerkbar machen werde. Er sah auch keinen Grund für Todesangst im Zusammenhang mit der Ausbreitung der Krankheit in der Region Hamburg. Am 9. April 2020 kritisierte er in der Talkshow Markus Lanz die ursprüngliche RKI-Empfehlung, eine innere Leichenschau, Autopsien oder andere aerosolproduzierenden Maßnahmen zu vermeiden oder, wenn notwendig, auf ein Minimum zu beschränken. Er bezeichnete dies als „völlig falsche Maßnahme“ und wiederholte, dass nach seiner Erkenntnis bisher „vor allem Kranke und Menschen mit einem geschwächten Immunsystem“ versterben. Er selbst hatte bis zum 27. Mai über 200 verstorbene COVID-19-Patienten obduziert. Bei 204 mit COVID-19 gestorbenen Personen wurde in seinem Institut in 195 Fällen die SARS-CoV-2-Infektion als todesursächlich festgestellt.
Am 8. April 2020 lobte er in einem Interview mit n-tv die Maßnahmen der deutschen Politiker, um die Ausbreitung des Virus und die Überlastung der Krankenhäuser zu verhindern: „Ich finde, das haben die Politiker gut geregelt.“ Im Mai 2020 teilte Püschel dem NDR-Magazin Panorama mit, er sei davon überzeugt, die Politiker in Deutschland hätten rechtzeitig gute Entscheidungen getroffen, um die medizinischen Folgen von Covid-19 abzumildern. Im Interview mit dem ZEIT-Magazin vom 28. Mai 2020 sagte er über die Maßnahmen der Bundesregierung zur Eindämmung der Pandemie: „Das habe ich auch unterstützt, ich akzeptiere diese politischen Entscheidungen. Der Umgang mit der Pandemie ist in Deutschland erkennbar gut gelungen.“
Püschel plädiert für einen selbstbestimmten Umgang mit dem Risiko. Seiner Auffassung nach ist es rational, die Pandemie einfach „einzuordnen unter die vielen Gefahren und Krankheiten, die es auf der Welt und im Leben gibt. Ich sehe bei mir im Institut immer wieder Menschen liegen, die für sich ganz bewusst große Risiken akzeptiert haben. Als Raucher, beim Essen, beim Sex. Sollen sie doch, solange sie damit niemand anderen gefährden. Leben wir unser Leben, solange wir es haben.“
Arbeitsgruppen um Klaus Püschel und Stefan Kluge gelang durch Sektionen der Nachweis multipler Venenthrombosen und tödlicher Lungenembolien bei verstorbenen COVID-19-Patienten. Daraus ergab sich, dass nicht die virenbedingte Pneumonie und die dadurch bedingte Störung des Gasaustauschs, sondern das Herzversagen aufgrund der weitgehenden Verlegung der Lungenstrombahn durch Lungenembolien für einen großen Teil der Todesfälle verantwortlich ist. Das Corona-Virus soll eine Aktivierung des Gerinnungssystems in Blutgefäßen mit der Anheftung an das Endothel in vielen Organen bewirken. Als kritische Ergänzung im Therapieansatz sei daher eine abgestimmte, möglicherweise auch höher dosierte Thromboseprophylaxe mit niedermolekularem Heparin sinnvoll.

## Schriften (Auswahl)

### Monographien
- Mamoun Fansa, Eilin Jopp, Klaus Püschel (Hrsg.): Das Kind aus der Esterweger Dose: Dokumentation einer außergewöhnlichen Skelett-Moorleiche. Isensee, Oldenburg 2010, ISBN 978-3-89995-702-0.
- Brigitte Haas-Gebhard, Klaus Püschel: Die Frau aus dem Moor - Teil 1. In: Kommission für Bayerische Landesgeschichte (Hrsg.): Bayerische Vorgeschichtsblätter. Nr. 74. Beck, 2009, ISBN 978-3-406-11079-5, ISSN 0341-3918, S. 239–268, Tafeln 15–23.
- Andreas Bauerochse, Henning Haßmann, Klaus Püschel (Hrsg.): "Moora" - das Mädchen aus dem Uchter Moor eine Moorleiche der Eisenzeit aus Niedersachsen. Marie Leidorf, Rahden/Westf 2008, ISBN 3-89646-970-3.
- Markus Stuhr, Klaus Püschel: Radsportunfälle und Verletzungen bei den Hamburger "Cyclassics". Kovač, Hamburg 2008, ISBN 978-3-8300-4114-6.
- Herbert Lewrenz, Paul Brieler, Klaus Püschel: Krankheit und Kraftverkehr. Kovač, Hamburg 2006, ISBN 978-3-8300-2390-6.
- Ludwig Kraus, Klaus Püschel: Prävention von drogenbedingten Not- und Todesfällen. Lambertus, Freiburg im Breisgau 2002, ISBN 3-7841-1382-6.
- Eberhard Hildebrand, Klaus Hitzer, Klaus Püschel: Simulation und Selbstbeschädigung. VVW, Karlsruhe 2001, ISBN 3-88487-906-5.
- Mit Thomas Mätzsch: Untersuchungen über die zirkadianrhythmischen Schwankungen des Hexobarbitalabbaus in der Rattenleber : Einflüsse von Licht-Dunkel-Wechsel und restriktiver Fütterung ; Beziehungen zwischen Hexobarbitalabbau und Kortikosteronspiegel im Serum. Hannover 1977. Zugleich Dissertation an der Medizinischen Hochschule Hannover 1977

### Herausgeberschaften und Sammelbände
- Forschungsergebnisse aus dem Institut für Rechtsmedizin der Universität Hamburg
- Rechtsmedizin, Morphologie, Spurensuche. Inst. für Rechtsmedizin, Hamburg 2004, ISBN 3-00-014710-1.
- Krematoriums-Leichenschau = External examination before cremation. Schmidt-Römhild, Lübeck 2000, ISBN 3-7950-0319-9.

### Populärwissenschaftliche Darstellungen der Rechtsmedizin
- mit Bettina Mittelacher: Tote schweigen nicht: Faszinierende Fälle der Rechtsmedizin. Ellert & Richter, Hamburg 2016, ISBN 978-3-8319-0660-4. (Mit einem Bericht über die 1987 erfolgte zweite Obduktion Uwe Barschels in Hamburg)
- mit Bettina Mittelacher: Der Tod gibt keine Ruhe: Faszinierende Fälle aus der Rechtsmedizin. Ellert & Richter, Hamburg 2018, ISBN 978-3-8319-0735-9.
- mit Martin Erftenbeck und Annette Marquardt: Wahrheit: Tote haben Recht(e). Ellert & Richter, Hamburg 2019, ISBN 978-3-8319-0750-2.
- mit Bettina Mittelacher: Sex and Crime: Die Wahrheit ist der beste Krimi. Ellert & Richter, Hamburg 2020, ISBN 978-3-8319-0756-4.
- mit Bettina Mittelacher: Vermisst: Die Wahrheit ist der beste Krimi. Ellert & Richter, Hamburg 2020, ISBN 978-3-8319-0770-0.
- mit Bettina Mittelacher: Toten-Puzzle: Ein Thriller. Ellert & Richter, Hamburg 2021, ISBN 978-3-8319-0785-4.[35]
- Die Toten können uns retten: Wie die Rechtsmedizin hilft, Krankheiten zu erforschen und das Sterben zu verhindern. Quadriga Verlag, Köln 2021, ISBN 978-3-86995-105-8.
- mit Bettina Mittelacher: Tote lügen nicht: Faszinierende Fälle aus der Rechtsmedizin. Ellert & Richter, Hamburg 2021, ISBN 978-3-8319-0702-1.
- mit Bettina Mittelacher: Tod beim Golf: Kurioses und Mörderisches bei der schönsten Nebensache der Welt. Ellert & Richter, Hamburg 2022, ISBN 978-3-8319-0771-7.
- mit Bettina Mittelacher: Tod durch Schuss: Die Wahrheit ist der beste Krimi. Ellert & Richter, Hamburg 2022, ISBN 978-3-8319-0824-0.